# Jamie Oliver
Trevor James "Jamie" Oliver, MBE (Clavering, Essex, Anglaterra, 27 de maig de 1975), és un xef anglès, restaurador i presentador de televisió. Ha publicat diversos llibres de cuina i més recentment ha dut a terme una campanya contra l'ús dels aliments processats a les escoles nacionals del Regne Unit. S'esforça per millorar les dietes poc saludables i els hàbits de cuina pobres al Regne Unit i els Estats Units. L'especialitat d'Oliver és la cuina italiana, tot i que compta amb un ampli repertori internacional.

## Llibres de cuina publicats
- Something for the Weekend, ISBN 0-14-102258-2
- The Naked Chef, ISBN 0-7868-6617-9
- The Return of the Naked Chef, ISBN 0-7181-4439-2
- Happy Days with the Naked Chef, ISBN 0-7868-6852-X
- The Naked Chef Takes Off, ISBN 0-7868-6755-8
- Jamie's Kitchen, ISBN 1-4013-0022-7
- Jamie's Dinners, ISBN 1-4013-0194-0
- Jamie's Italy, ISBN 0-7181-4770-7
- Cook With Jamie: My Guide to Making You a Better Cook, ISBN 0-7181-4771-5
- Jamie's Little Book of Big Treats, ISBN 0-14-103146-8
- Jamie at Home: Cook Your Way to the Good Life, ISBN 0-7181-5243-3
- Jamie's Ministry of Food: Anyone Can Learn to Cook in 24 Hours, ISBN 978-0-7181-4862-1
- Jamie's Red Nose Recipes, ISBN 0-14-104178-1